# Memphis Grizzlies 2001-2002
La stagione 2001-02 dei Memphis Grizzlies fu la 7ª nella NBA per la franchigia.
I Memphis Grizzlies arrivarono settimi nella Midwest Division della Western Conference con un record di 23-59, non qualificandosi per i play-off.

## Roster
| N° | Naz.                   | Ruolo | Sportivo          | Anno | Alt. | Peso |
| -- | ---------------------- | ----- | ----------------- | ---- | ---- | ---- |
| 1  | Stati Uniti (bandiera) | G     | Will Solomon      | 1978 | 185  | 84   |
| 2  | Stati Uniti (bandiera) | G     | Jason Williams    | 1975 | 185  | 86   |
| 4  | Stati Uniti (bandiera) | A     | Stromile Swift    | 1979 | 206  | 102  |
| 5  | Stati Uniti (bandiera) | G     | Elliot Perry      | 1969 | 183  | 68   |
| 6  | Grecia (bandiera)      | A     | Antōnīs Fōtsīs    | 1981 | 208  | 99   |
| 7  | Stati Uniti (bandiera) | G     | Eddie Gill        | 1978 | 183  | 86   |
| 8  | Stati Uniti (bandiera) | GA    | Michael Dickerson | 1975 | 196  | 86   |
| 9  | Stati Uniti (bandiera) | C     | Isaac Austin      | 1969 | 208  | 116  |
| 16 | Spagna (bandiera)      | AC    | Pau Gasol         | 1980 | 213  | 103  |
| 21 | Stati Uniti (bandiera) | G     | Isaac Fontaine    | 1975 | 193  | 95   |
| 22 | Stati Uniti (bandiera) | G     | Brevin Knight     | 1975 | 178  | 78   |
| 25 | Stati Uniti (bandiera) | GA    | Nick Anderson     | 1968 | 198  | 93   |
| 31 | Stati Uniti (bandiera) | A     | Shane Battier     | 1978 | 203  | 100  |
| 32 | Stati Uniti (bandiera) | GA    | Rodney Buford     | 1977 | 196  | 86   |
| 42 | Stati Uniti (bandiera) | AC    | Lorenzen Wright   | 1975 | 211  | 102  |
| 43 | Stati Uniti (bandiera) | A     | Grant Long        | 1966 | 203  | 102  |
| 44 | Stati Uniti (bandiera) | A     | Tony Massenburg   | 1967 | 206  | 100  |

## Staff tecnico
- Allenatore: Sidney Lowe
- Vice-allenatori: Michael Adams, J.J. Anderson, Scott Roth, Bob Staak